# Gulnäbbad mestyrann
Gulnäbbad mestyrann (Anairetes flavirostris) är en fågel i familjen tyranner inom ordningen tättingar.

## Utseende och läte
Gulnäbbad mestyrann är en liten tyrann. Karakteristiskt är tydliga svarta längsgående streck på bröstet och en spretig svart tofs. På näbbroten har den bjärt orange (ej gult som namnet antyder), men det kan vara svårt att se i fält.

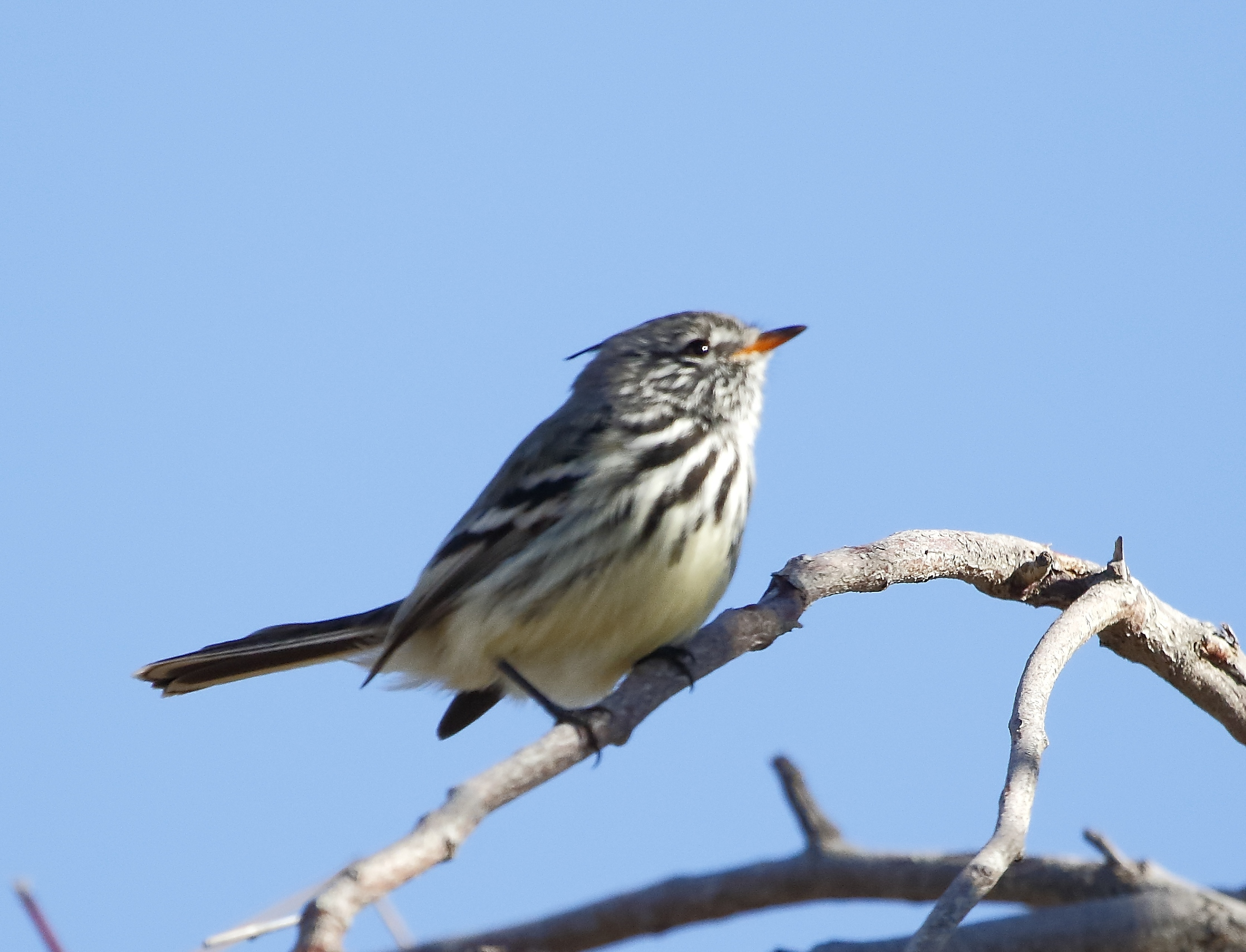

## Levnadssätt
Gulnäbbad mestyrann hittas i buskiga miljöer i torra områden i Anderna, men även lokalt i lågland i Argentina. Den är en aktiv fågel som ofta ses i par, hoppande bland buskar och ogräs då den kan vara svår att se bra. 

## Utbredning och systematik
Gulnäbbad mestyrann delas in i fyra underarter:
- Anairetes flavirostris flavirostris – förekommer i Anderna från södra Peru (Puno) till Bolivia, norra Chile och västra Argentina
- Anairetes flavirostris huancabambae – förekommer i västra och centrala Anderna i nordvästra Peru söderut till Huánuco
- Anairetes flavirostris arequipae – förekommer i Anderna från sydvästra Peru (Lima) till nordvästra Chile
- Anairetes flavirostris cuzcoensis – förekommer i Anderna i sydöstra Peru (Cuzco)

## Status
Arten har ett stort utbredningsområde och beståndet anses stabilt. Internationella naturvårdsunionen IUCN listar den därför som livskraftig (LC).